# 베이루트항
베이루트항(아랍어: مرفأ بيروت)은 베이루트강 서쪽 베이루트 북부 지중해 연안에 있는 샹조르주만 동쪽에 있는 레바논의 주요 항구 중 하나이다. 지중해 동부에서 가장 규모가 큰 항구 중 하나이다. 1887년 6월 19일 오스만 제국 시절 첫 개항하였다.
2020년 8월 4일, 베이루트항에서 수 차례 대형 폭발이 일어나 최소 135명이 숨지고 약 5,000여 명의 부상을 입었으며, 항만 인프라 전체가 심각하게 파괴되는 사고가 일어났다.